# 大米海洛夫卡农村居民点
大米海洛夫卡农村居民点（俄语：Великомихайловское сельское поселение）是俄罗斯联邦别尔哥罗德州新奥斯科尔区所属的一个农村居民点。其下辖有3个居民点，行政中心为大米海洛夫卡。据2016年统计，该农村居民点的人口为2816人。